# Casa Civil (Portugal)
A Casa Civil é um serviço de consulta, de análise, de informação e de apoio técnico ao Presidente da República Portuguesa e à Primeira-dama. A Casa Civil é constituída pelo Chefe da Casa Civil e pelos assessores, adjuntos e secretários. Integra ainda a Casa Civil, um corpo de consultores, constituído por especialistas. Junto da Casa Civil funciona um núcleo de apoio administrativo.

## Organização
A Casa Civil está organizada em função de um conjunto de áreas especificadas de apoio à atividade do Presidente da República. A Casa Civil está atualmente organizada da seguinte forma:
- Chefe da Casa Civil: dirige a Casa Civil, preside ao Conselho Administrativo e assegura a coordenação administrativa e financeira dos órgãos e serviços da Presidência da República. As competências administrativas e financeiras legalmente cometidas à Presidência da República, que não caibam a qualquer dos seus órgãos, são exercidas pelo Chefe da Casa Civil. O Chefe da Casa Civil representa o Presidente da República sempre que este o determine.
- Assuntos Jurídicos, Justiça e Processo Legislativo
- Assuntos Políticos, Direitos Humanos, Prospetiva
- Relações Internacionais e Comunidades Portuguesas
- Segurança Nacional e Proteção Civil
- Solidariedade Social, Integração e Inclusão Social, não discriminação
- Emprego, Diálogo Social e Sindicatos
- Saúde
- Educação
- Ensino Superior, Investigação Científica e Inovação
- Habitação
- Cultura
- Desporto
- Diálogo Intergeracional, Juventude, Envelhecimento Ativo
- Economia, Transição Digital, Empresas
- Finanças Públicas, Plano de Recuperação e Resiliência (PRR)
- Agricultura e Pescas, Pecuária, Florestas, Água e Recursos Naturais
- Ambiente, Energia e Transição Climática, Oceanos
- Gabinete do Cidadão
- Comunicação e Proximidade

## Lista de Chefes da Casa Civil
- Henrique Granadeiro (14 de setembro de 1976 a 15 de abril de 1979)
- Fernando Reino (7 de março de 1980 a 14 de agosto de 1981)
- José Caldeira Guimarães (15 de agosto de 1981 a 8 de março de 1986)
- Alfredo Barroso (9 de março de 1986 a 8 de março de 1996)
- António Franco (9 de março de 1996 a 8 de março de 1981)
- José Filipe Mendes Moraes Cabral (9 de julho de 2001 a 27 de outubro de 2004)
- João José de Sousa Bonifácio Serra (27 de outubro de 2004 a 8 de março de 2006)
- José Manuel Nunes Liberato (9 de março de 2006 a 8 de março de 2016)
- Fernando Augusto Rodrigues Frutuoso de Melo (9 de março de 2016 - atualidade)